# Владимир Пенев (художник)
 Тази статия е за художника.  За актьора вижте Владимир Пенев.  
Владимир Пенев Пенев е български художник–живописец, син на поета Пеньо Пенев.

## Биография
Владимир Пенев е роден през 1956 г. в Димитровград. Единствен син е на поета Пеньо Пенев и на втората му съпруга Мария Господинова.
През 1981 г. завършва живопис в класа на проф. Светлин Русев в Художествената академия в София. От същата година е член на Съюза на художниците.
Работи в различни жанрове – фигурална композиция, портрет, голо тяло, натюрморт, пейзаж. Негово дело са и няколко стенописа.
С творбите си Пенев участва в редица общи художествени изложби в България и в представителни изложби на българското изобразително изкуство по света: Москва, Виена, Токио, Амстердам и др. Има над 30 самостоятелни изложби в България и в страни като Германия, Англия, Португалия, Испания, Италия, Нидерландия, Швейцария, Австрия, Франция. Взема участие и в международни пленери и симпозиуми.
Негови творби са притежание на НХГ, СГХГ, художествените галерии в страната, както и частни колекции в чужбина.